# 粟津キヨ
粟津 キヨ（あわづ きよ、1919年（大正8年） - 1988年（昭和63年）9月6日）は、新潟県立高田盲学校教諭で、生涯を視覚障害者教育に捧げた人物である。旧名は金井キヨ。4歳で失明した。1977年に「失明女子を考える会」を結成した。1986年度第6回山川菊栄記念婦人問題研究奨励金を受けた。

## 年譜
- 1919年（大正8年） - 新潟県東頸城郡牧村（現在の上越市）原で、代々屋号「しちらえむさ」という「とうふや」であり、自身は大工であった金井佐平とチヨ夫妻の子として生まれる。
- 1928年（昭和3年） - 9歳の時、私立高田盲学校に入学[2]。
- 1937年（昭和12年） - 17歳の時、私立高田盲学校を卒業し、陽光会ホームに入る（1945年（昭和20年）まで）[3]。
- 1937年（昭和12年）4月29日 - 東京盲学校で行われたヘレン・ケラー歓迎会に出席。
- 1943年（昭和18年） - 東京女子大学に入学（1945年（昭和20年）まで在学）。
- 1944年（昭和19年）7月 - 静岡県に疎開[4]。
- 1946年（昭和21年）1月 - 静岡県富士宮市の点字出版社・富士根園に勤務[4]。
- 1948年（昭和23年）9月 - 日本盲女子連盟の初代委員長に選出[4]。
- 1951年（昭和26年） - 新潟県立高田盲学校で教鞭を執る。
- 1953年（昭和28年） - 傷痍軍人の夫と結婚し、のち二人の女の子に恵まれる。
- 1976年（昭和51年） - 新潟県立高田盲学校を退職、東京に移り住む。
- 1977年（昭和52年） - 東京女子大学時代の同級生と一緒に「失明女子を考える会」を始める[1]。
- 1986年（昭和61年）6月 - 尊敬する斎藤百合の生涯を描いた『光に向って咲け』〈岩波書店〉を上梓し、女性史青山なを賞、山川菊栄賞[1]、毎日出版文化賞を受賞する。
- 1988年（昭和63年）9月6日 - 肝癌のため、68歳で逝去[1][5]。葬儀と告別式は9月8日に日本基督教団下谷教会で行われた[1]。

## 死後
『ふみ子の海―ある盲少女の青春』（理論社）では、高田盲学校で同僚だった市川信夫が、粟津キヨをモデルにその考えと生き方、特に少女時代を紹介している。また、2007年に新潟県上映推進委員会が結成され、『ふみ子の海』の映画版が制作された。

## エピソード
高田瞽女最後の親方・杉本キクイが、毎年秋金井家に泊まりに行く折、弟子の養女シズ(1916年（大正5年）生)と3つ違いだったので、よく遊んだと証言している。

## 粟津キヨに関連する作品
- 映画『ふみ子の海』（2007年） - 制作・新潟県上映推進委員会、監督・近藤明男、主演・鈴木理子、佐々木麻緒（4歳期）、原作・市川信夫。